# Natalia Yatsenko
Natalia Yatsenko (6 de septiembre de 1961) es una deportista soviética que compitió en remo. Ganó cuatro medallas de oro en el Campeonato Mundial de Remo entre los años 1981 y 1985.

## Palmarés internacional
| Campeonato Mundial | Campeonato Mundial | Campeonato Mundial | Campeonato Mundial |
| Año                | Lugar              | Medalla            | Prueba             |
| ------------------ | ------------------ | ------------------ | ------------------ |
| 1981               | Múnich (RFA)       | Medalla de oro     | Ocho con timonel   |
| 1982               | Lucerna (Suiza)    | Medalla de oro     | Ocho con timonel   |
| 1983               | Duisburgo (RFA)    | Medalla de oro     | Ocho con timonel   |
| 1985               | Malinas (Bélgica)  | Medalla de oro     | Ocho con timonel   |